# 극장판 요괴워치: 섀도우 사이드 도깨비 왕의 부활
《극장판 요괴워치: 섀도우 사이드 도깨비 왕의 부활》(일본어: 映画 妖怪ウォッチ シャドウサイド 鬼王の復活)은 2017년 12월 16일에 개봉된 일본의 애니메이션 영화이다. 《요괴워치》의 네번째 극장판이다.

## 등장 인물
- 아마노 나츠메(天野 ナツメ)/윤단아
- 아리호시 아키노리(有星アキノリ)/천유성
- 츠키나미 토우마(月浪トウマ)/서도영
- 위스퍼
- 지바냥
- 코마상/백멍이
- 염라대왕
- 아수라
- 카이라
- 삼두 스네이크(애칭은 삼식이)
- 부동명왕
- 왕눈, 두눈, 삼눈
- 타요마
- 눈알 아저씨
- 간사하쥐
- 라선(羅仙)
- 주탄동자(쿠키영상)
- 동결(쿠키영상)

## 한국어판

### 목소리 출연
- 여민정: 윤단아
- 한채언: 천유성
- 이선주: 천유성 할머니
- 김지율: 서도영
- 강새봄: 어린 도영
- 홍범기: 위스퍼
- 홍승효: 수법사, 도영 아빠
- 소정환: 지바냥
- 박시윤: 도영 엄마, 두눈
- 강성우: 백멍이, 동결
- 손수호: 삼식이
- 권성혁: 부동명왕
- 김다올: 청룡, 육도류
- 이상호: 차나왕
- 신용우: 염라대왕, 암흑 염라대왕
- 김신우: 카이라
- 이호산: 아수라
- 기영도: 우라, 응애 할아버지
- 유영: 송화, 수연, 왕눈
- 정선혜: 타요마
- 최재호: 눈알 아저씨
- 방성준: 간사하쥐
- 이계윤: 고양이 소녀
- 김현심: 모래 할머니
- 안장혁: 라선
- 한신: 어둠깨비 대장
- 김도희: 삼눈
- 최승훈: 주탄동자